# Ceromitia autoscia
Ceromitia autoscia là một loài bướm đêm thuộc họ Adelidae. Loài này có ở Victoria.